# Carl Leidig

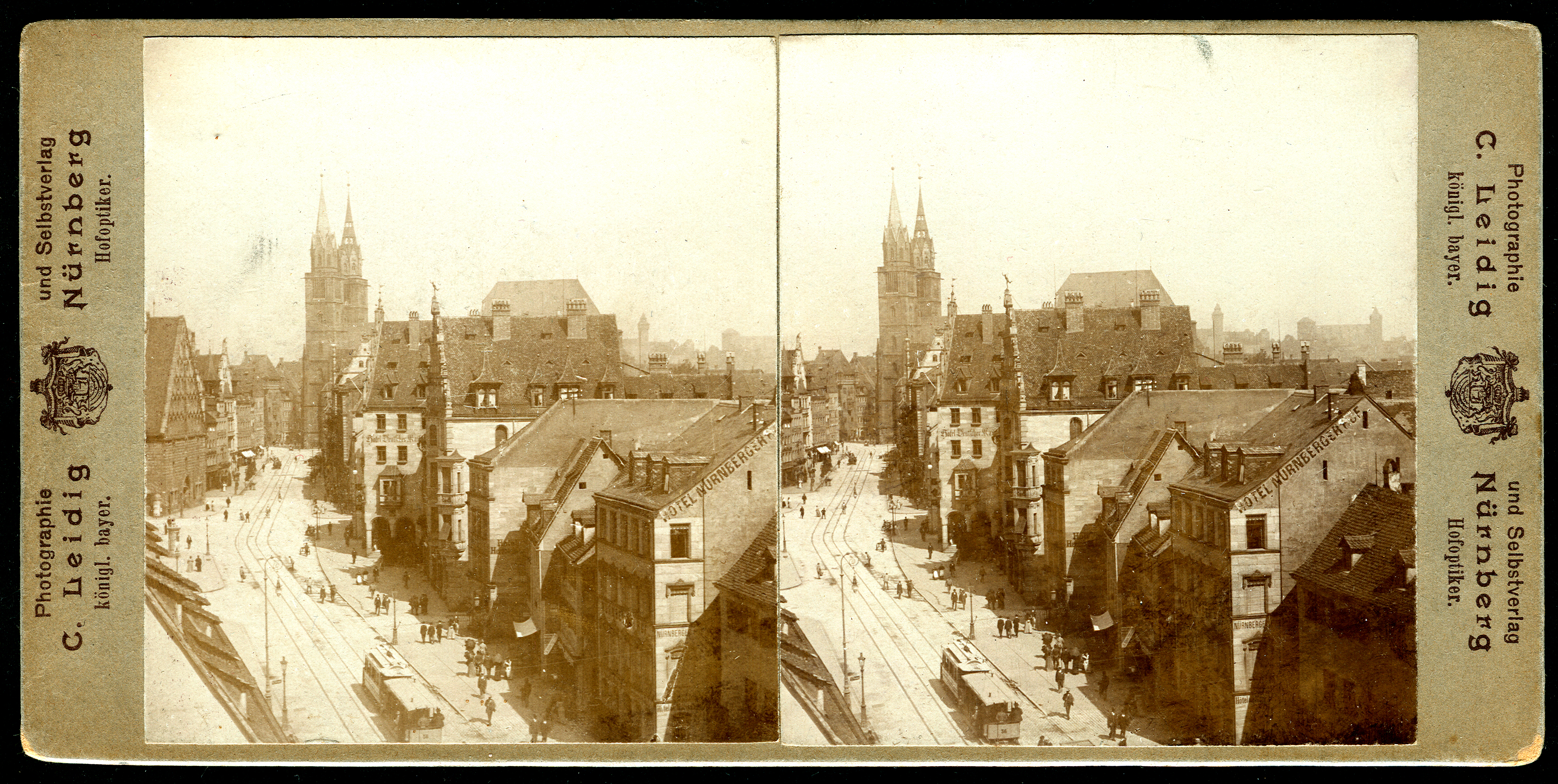
Eigene Stereoskopie des königlich bayerischen Hofoptikers mit Blick vom Dach der Nürnberger Mauthalle über die Königstraße in Richtung Lorenzkirche (um 1900). Provenienz unter anderem: „Sammlung Lachmund“

Carl Leidig in Nürnberg ist ein Mitte des 19. Jahrhunderts als Augenoptiker gegründetes Familienunternehmen, das im Laufe seiner Geschichte auch optische Bedarfsartikel wie Fotoapparate und technische Gerätschaften sowie Schulbedarf und Spielzeug anbot, zusätzlich eigene Fotografien und insbesondere Stereoskopien produzierte und durch den eigenen Verlag verkaufte. Standort der heute als Carl Leidig GmbH betriebenen Firma ist die Königstraße 25-27 in Nürnberg.

## Geschichte
Das Unternehmen wurde ursprünglich im Jahr 1853 zur Zeit des Königreichs Bayern durch den Optiker Georg Friedrich Leidig gegründet. Anfänglich fertigte er die Fassungen für Brillen und Lorgnetten noch handwerklich in der eigenen Werkstatt. Bis 1870 lautete die Adresse Obere Wörthstraße 22.
Nach dem Ausscheiden des Unternehmensgründers führten seine beiden Söhne Georg und Carl Leidig den Betrieb weiter. Zwar war Carl Leidig mittlerweile „königlich bayerischer Hofoptiker“, um die Zeit der Ausrufung des Deutschen Kaiserreichs wurde der Betrieb dann aber in die Kaiserstraße 16 verlegt.
Um 1899 konnte die Kundschaft neben Brillen und Ferngläsern aus eigener Fabrikation auch Fotoapparate mit dem Namenszug C. Leidig erwerben, aber auch - „[...] Neuheit! Nur bei mir zu haben: - Stereoscopbilder [...]“ mit Aufnahmen aus den Sammlungen des Germanischen Nationalmuseums, Nürnberger Architekturfotografien, Fotografien von der „Bayer. Landesausstellung in Nürnberg“ wie auch „Tausende Stereoscopbilder aller Länder“. Bekannt sind Stücke, die der Hofoptiker selbst fotografierte und im Selbstverlag herausgab.
Im Zuge der Industrialisierung wurden bald mehr und mehr optische Produkte von fremden Fabriken produziert. Im Gegenzug erweiterte Hofoptiker Leidig sein Verkaufsprogramm um fotografisches Zubehör wie Glasplatten, später auch Rollfilme.
Zeitweilig umfasste das Sortiment auch Dampfmaschinen für Kinder, Laterna magica, Glaswaren für Labore und vor allem den Schulunterricht wie beispielsweise für das Fach Chemie. Grammophone und Schallplatten waren ebenfalls im Angebot.
Noch zur Zeit der Weimarer Republik wurde das Optikergeschäft 1931 an seinen endgültigen Standort verlegt, in die Königstraße 25/27.
Während des Zweiten Weltkrieges und der Luftangriffe auf Nürnberg wurde 1943 auch das Optikergeschäft Leidig ein Opfer der Fliegerbomben. Erst nach dem „Wiederaufbau“, zu Anfang der sogenannten „Wirtschaftswunderjahre“, konnte Optiker Leidig das Geschäft 1951 neu eröffnen.
1960 wurde eine eigene Abteilung für Kontaktlinsen angegliedert. Das Familienunternehmen wurde zuletzt in die Führung von Ilse Zschau übergeben, die die Carl Leidig GmbH gemeinsam mit ihren Söhnen Fritz und Ulrich leitet.